# Helisecours
Helisecours est un site de centralisation des services de secours en hélicoptères en France.
Créé en 2000, ce site regroupe tous les acteurs du service héliporté de secours en France 